# エリーザベト・クリスティーネ・フォン・ブラウンシュヴァイク＝ヴォルフェンビュッテル (1691-1750)
エリーザベト・クリスティーネ・フォン・ブランシュヴァイク＝ヴォルフェンビュッテル（ドイツ語: Elisabeth Christine von Braunschweig-Wolfenbüttel, 1691年8月28日 - 1750年12月21日）は、神聖ローマ皇帝カール6世の皇后で、「女帝」マリア・テレジアの母。
カール6世の兄ヨーゼフ1世の皇后アマーリア・ヴィルヘルミーネと同じくニーダーザクセンのブラウンシュヴァイク＝リューネブルク家出身で（ただしハノーファー家に近いアマーリア・ヴィルヘルミーネの家系とは別系統）、父はブラウンシュヴァイク＝ヴォルフェンビュッテル公ルートヴィヒ・ルドルフ、母はエッティンゲン＝エッティンゲン侯アルブレヒト・エルンスト1世の娘クリスティーネ・ルイーゼ。プロイセン王フリードリヒ2世の同名の王妃は姪にあたる。

## 生涯
1708年、バルセロナで大公カールとの婚礼を挙げた。当時はスペイン継承戦争の最中で、カールはスペイン王位継承候補者としてブルボン家のアンジュー公フィリップと王位を争っていた。しかし、ヨーゼフ1世の死によりカールが帝位を継承することになったため、スペイン王位はあきらめることになった。
エリーザベト・クリスティーネは夫カール6世から「白き肌のリースル」と呼ばれ、愛されていた。しかし子には恵まれず、祈祷や湯治などの努力を重ねたものの、1716年に生まれた男子レオポルト・ヨハンは1歳に満たずに夭折した。その後はマリア・テレジア、マリア・アンナ、マリア・アマーリアと3人の女子をもうける。カール6世は1713年に国事詔書（Pragmatische Sanktion）を発し、ハプスブルク家の領地は分割されてはならないこと、継承権のある男子がいない場合は直系の女子に継承権があることを定めたが、のちにこの詔書によって長女マリア・テレジアを家領の正式な相続者と定められる（実際にはマリア・テレジアの継承権に異議を唱える国々が出て、ハプスブルク家は領地の一部を失う）。
その後はリウマチで体を悪くし、車椅子で生活するようになった。しかし、カール6世の死後にマリア・テレジアが待望の男児ヨーゼフ（後のヨーゼフ2世）を出産した際には、喜びのあまり一時的に歩けるようになったという。

## 子女
- レオポルト・ヨハン（1716年）
- マリア・テレジア（1717年 - 1780年） - ハンガリー女王、ベーメン女王、オーストリア女大公、神聖ローマ皇后。通称「女帝」
- マリア・アンナ（1718年 - 1744年） - ロートリンゲン公子カール・アレクサンダー（フランツ1世の弟）妃
- マリア・アマーリア（1724年 - 1730年）

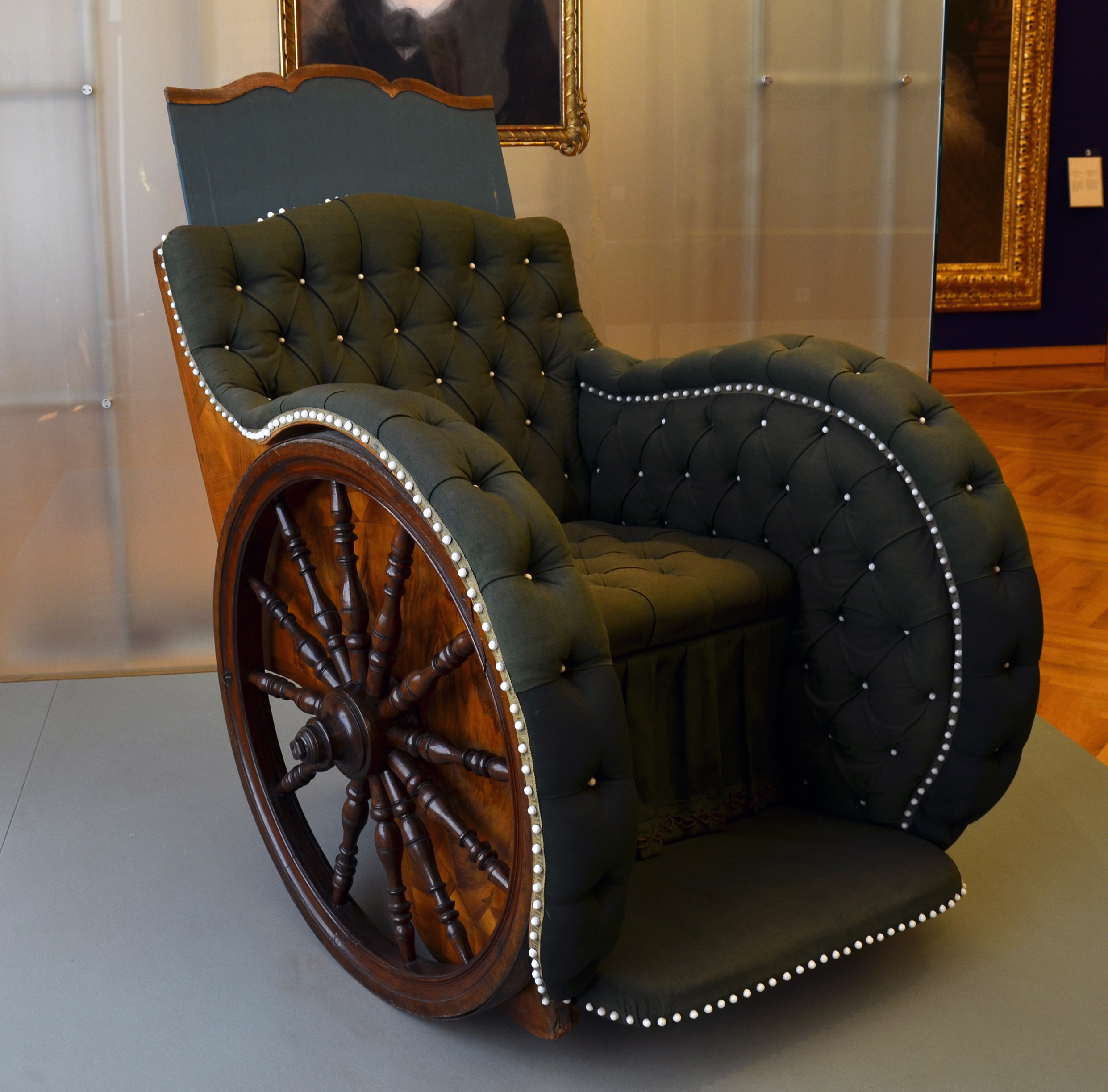
エリーザベト・クリスティーネが使用した車椅子